# カターレ富山
カターレ富山（カターレとやま、Kataller Toyama）は、日本の富山県 をホームタウンとする、日本プロサッカーリーグ（Jリーグ）に加盟するプロサッカークラブ。

## 概要
2007年に北陸電力サッカー部アローズ北陸とYKK APサッカー部を母体として発足。2008年にJリーグ準加盟クラブとして承認され、2009年にJリーグへ加盟した。
チーム名の「カターレ（Kataller）」は、愛するチームを共に“語れ”、“歌え”（イタリア語の「カンターレ」cantare）、そして“勝て”（富山の方言である「勝たれ」）という意味が込められた造語で、併せて、頂点を目指して富山県民（サポーター）と肩（カタ）を組んで共に「行こう」（フランス語の「アレ」aller）というチームの姿勢を表している。
チームエンブレムには立山連峰、富山湾、富山県の県花チューリップがあしらわれている。クラブマスコットは「ライカくん」で、デザインは富山県の県鳥である「ライチョウ」と県獣の「ニホンカモシカ」を合わせたものである。
ホームスタジアムは富山県総合運動公園陸上競技場、練習場は北陸電力総合運動公園である（詳細は#スタジアム#練習場を参照）。
運営法人は「株式会社カターレ富山」、株主は前身2チームを保有していた北陸電力、YKKを含む地元資本49社である。

## 歴史

### クラブ設立まで
発足
2005年、JFLでYKK APが2位、アローズ北陸が3位と共に過去最高の成績を残したこの年より、富山県サッカー協会は富山県にJリーグチームを誕生させるべく、その可能性を探る「Jリーグスタディグループ」を設置、採算性を調査するなど、実現に向け検討を重ねた。その結果、県サッカー協会は「アローズ北陸とYKK APの2チームを母体とした新チームを誕生させ、県全体でJリーグを目指すのが最も望ましい」という結論に行き着き、クラブを保有する北陸電力とYKKに協力を要請、両社もトップチームの統合に同意した。
2007年9月10日、2チームの2008年シーズンからの統合 および新クラブチームの発足が発表された。
設立
2007年11月、県内企業25社の共同出資により新チームの運営法人「元気なとやまを創る株式会社」が設立された。チーム名は1,086件の応募の中から「カターレ富山」に決定した。チーム名に合わせ法人名を「株式会社カターレ富山」に変更した。
初代監督には2007年シーズンまでYKK APの監督を務めていた楚輪博が就任した。

### 2008年（JFL）
キャッチフレーズ ： 融合、そして躍進！ Challenge J
2月にJリーグ準加盟が承認された。
チームは、統合前の両クラブの主力選手24名（アローズ北陸より13名、YKK APより11名）と、Jリーグクラブから獲得した5名（橋田聡司、川崎健太郎など）の選手で構成された。
シーズン序盤は、一時14位まで順位を落とすなど結果が出なかったが、その後順調に勝点を積み上げ、11月23日のMIOびわこ草津戦に勝利したことで勝点を61とし、Jリーグ加盟条件の4位以内を確定させた（最終順位は3位）。
観客動員数もホームゲーム全17試合で73,205人（1試合平均4,306人）となり、Jリーグ加盟条件（平均3,000人以上）を満たした。
12月1日、Jリーグ臨時理事会でJリーグ加盟が全会一致で承認され、2009年からのJリーグ ディビジョン2（J2）への参加が決定した。これによりアルビレックス新潟に次ぐ北信越地方で二つ目、北陸三県では初のJリーグクラブが誕生した。

### 2009年 - 2014年（J2）

#### 2009年
| 監督 楚輪博 中川雄二 西野誠 濵野勇気 堤健吾 中田洋平 （舩津徹也） 野嶋良 （渡辺誠） 長山一也 朝日大輔 川崎健太郎 （上園和明） 木本敬介 永冨裕也 （石田英之） （長谷川満） 2009年 J2 基本布陣 |

クラブスローガン ： 調和と闘志、そして感動！- For Next Stage -
J2参入1年目。新たな戦力として東京Vから足助翔を獲得、他に新卒選手3名（舩津徹也、江﨑一仁、桜井正人）が加入した。
リーグ戦は、豊富な運動量を生かした組織的な守備が機能、J1経験を持つ東京V、湘南、甲府、C大阪からも勝利を収め、8戦負けなしの期間（第28節-第35節）には、湘南監督の反町康治が「今は富山が一番強い」とコメントした。
しかしチームはシーズン終盤に失速、年間順位は15勝16分20敗の13位に終わった。なお、失点数はリーグ7位であったが、得点数はリーグワースト4位であった。

シーズン終了後、7名が退団した。

#### 2010年
クラブスローガン ： 躍進 さらに躍進!!
楚輪体制3年目。福岡から元日本代表の黒部光昭、鳥栖から元アローズ北陸の谷田悠介、C大阪から苔口卓也を完全移籍で、江添建次郎を期限付き移籍で獲得。新卒選手5名が加入した。
シーズンが始まると守備力の低下を露呈、補強が奏功し昨年の課題であった得点力は向上したが、結果的に8月から9月にかけて公式戦7連敗を喫するなど成績は低迷した。9月29日、監督の楚輪を解任。ヘッドコーチの安間貴義が監督に昇格した。
監督交代後はこれまで出場機会に恵まれなかった今シーズン加入の新卒選手を積極的に登用しチーム内競争を促進、また、3-3-3-1の新フォーメーションを採用するなどした。
最終順位は19チーム中18位、失点数はリーグワーストとなる71点（第13節から最終節までリーグ戦26試合連続失点）を記録した。

12月2日、クラブは14名の退団（引退8名、契約満了6名）を発表、主将の濵野勇気、中川雄二、石田英之らクラブ創設時より在籍、J昇格に貢献した多くの選手が含まれた。

#### 2011年
| 監督 安間貴義 飯田健巳 池端陽介 福田俊介 足助翔 舩津徹也 平出涼 徐庸徳 西野誠 朝日大輔 大西容平 黒部光昭 2011年 J2 第25節 (3-4-2-1) |

クラブスローガン ： 一歩一歩 〜For the WIN with ALL〜
昨シーズン途中から指揮を執った安間と3年契約を結んだ。甲府から池端陽介、大西容平、愛媛から鶴田達也、栃木SCから飯田健巳、大宮からソ・ヨンドクを完全移籍で、愛媛から吉川健太、FC東京から平出涼を期限付き移籍で獲得。他に新卒選手4名が加入、計11名が入団した。シーズン中の6月30日、大宮から福田俊介を期限付き移籍で獲得した。
リーグ前半戦は4勝5分10敗と低迷したが、後半戦は戦術が浸透、FC東京や東京Vに勝利するなど調子を上げ、7勝5分7敗の成績を収めた。最終順位は16位となった。このシーズンはアウェイゲームの遠征メンバーを16人（選手登録枠を2人分余す）にすることで経費を削減、浮いた費用をサブメンバーの練習試合の遠征費などに充てた。

シーズン終了後、前身のアローズ北陸時代からの選手だった永冨裕也が現役を引退。江添建次郎（佐川印刷SC）が契約満了に伴い退団。内藤圭佑が草津へ完全移籍、舩津徹也がC大阪へ期限付き移籍した。

#### 2012年
| 監督 安間貴義 守田達弥 池端陽介 福田俊介 足助翔 大西容平 森泰次郎 木村勝太 徐庸徳 朝日大輔 苔口卓也 黒部光昭 2012年 J2 第38節 (3-4-2-1) |

クラブスローガン ： 漸進 〜次なる一歩へ〜
安間体制3年目。岐阜から西川優大、鳥栖から山瀬幸宏、京都から加藤弘堅、松本から木村勝太を完全移籍で獲得。吉川健太が期限付き移籍から完全移籍に移行。かつて新潟に在籍していた明堂和也が加入した。6月、京都から守田達弥を期限付き移籍で獲得した。
チームは年間10位という目標を掲げたものの、開幕から5戦勝ちなし、第17節から第31節まで15戦勝ちなし（第29節には最下位に転落）と低迷、JFL降格の危機に陥った。しかし、第33節千葉戦の勝利で最下位を脱出すると、第38節には19位に浮上。J2残留争いは最終節までもつれたが、第42節水戸戦に勝利、年間順位を19位とし残留を確定させた。
シーズン終了後、福田俊介の期限付き移籍期間が満了。松原優吉（長野）、関原凌河（讃岐）が契約満了に伴い退団。吉川拓也が金沢へ期限付き移籍、加藤弘堅が群馬、平野甲斐がブリーラム・ユナイテッドFCへ完全移籍した。
鶴田達也、西野誠、酒井貴政、明堂和也が現役を引退した。

#### 2013年
| 監督 安間貴義 守田達弥 木村勝太 御厨貴文 平出涼 大西容平 舩津徹也 徐庸徳 金永根 木本敬介 白崎凌兵 苔口卓也 2013年 J2 第39節 (3-1-4-1-1) |

クラブスローガン ： BREAKTHROUGH 〜心ひとつに〜
安間体制4年目。C大阪へ期限付き移籍していた舩津徹也が復帰。群馬から御厨貴文、愛媛から大山俊輔を完全移籍で、新潟からキム・ヨングン、京都から三根和起を期限付き移籍で獲得した。他に新卒選手3名が加入した。
8月、清水から白崎凌兵を期限付き移籍で獲得。金沢星稜大学の内田錬平を特別指定選手として登録した。
2015年に北陸新幹線が開業することを受けて、「その2015年にJ1昇格プレーオフ進出」という中間目標が発表された。また2012年から導入されたクラブライセンス制度の財務基準を満たすために黒字化が必須となった。2013年シーズンは降格圏からの脱出、15位を目標とした。
戦術面では、今シーズンからこれまでの方針を転換して後ろからつなぐサッカーを指向、3-1-4-1-1というフォーメーションを採用した。
開幕戦に勝利、第9節終了時には4勝2分3敗の8位と中位につけていたが、第10節G大阪戦に0-4で敗れてから7戦勝ちなし（2分5敗）、その後1勝を挟んで9戦勝ちなし（5分4敗）と失速、19位まで順位を落とした。
また、シーズン中盤から負傷者が続出、戦術やフォーメーションの変更を余儀なくされ、主力DFの御厨と平出が離脱すると「マークが機能しない」との判断で9月7日の天皇杯山形戦から4バックに変更、9月29日の第35節にはMF登録でDF経験のない木村がサイドバックに起用される事態となった。
しかしシーズン終盤に負傷者が復帰、また夏に加入した白崎と苔口の連係が機能しだすと 成績も持ち直し、第39節東京V戦の勝利でJ2残留を確定、最終順位を11勝11分20敗の18位とした。
集客面では、第10節G大阪戦で、過去最高13,639人の入場者数を記録。これによりシーズンのホーム平均入場者数も過去最高の4,474人となった。経営面でも黒字化の見通しが立った。
15位以内という目標は達成できなかったが、クラブ側はゲーム内容の良化を評価し安間に監督続投を要請、安間も他クラブからコーチやユース監督などのオファーがあった が、続投を決断した。

シーズン終了後、足助翔、谷田悠介が現役を引退。黒部光昭（TTMカスタムズFC）、金井大樹（熊本）、山瀬幸宏（FC大阪）が契約満了に伴い退団。守田達弥、三根和起、舘野俊祐の期限付き移籍期間が満了。舩津徹也が山形へ完全移籍、吉井直人が町田、山本祥輝がV大分、森泰次郎が佐川印刷京都へ期限付き移籍した。

#### 2014年
| 監督 安間貴義 水谷雄一 内田健太 御厨貴文 平出涼 木村勝太 大西容平 徐庸徳 金永根 白崎凌兵 中島翔哉 苔口卓也 2014年 J2 第1節 (4-3-1-2) |

クラブスローガン ： 蒼力結蹴
安間体制5年目。棚橋雄介、吉川拓也が期限付き移籍先から復帰。平出涼、キム・ヨングンが期限付き移籍から完全移籍に移行。白崎凌兵の期限付き移籍期間を延長。福岡から水谷雄一、藤枝から柴田大地、京都から秋本倫孝、札幌から三上陽輔を完全移籍で、FC東京からU-21日本代表の中島翔哉、清水から内田健太を期限付き移籍で獲得。金沢星稜大学から昨年特別指定選手として出場していた内田錬平、山梨学院大学から田中寛己、ジュビロ磐田U-18から梅村晴貴、上海幸運星足球倶楽部から高准翼が加入した。
今シーズンも昨年と同じく3バックのフォーメーションを採用する予定だったが、中島の加入によって4バックに変更した。
「2015年にJ1昇格プレーオフ進出」という中間目標に向け、2014年シーズンの目標を10位としたが、チームは開幕から9試合未勝利（第9節終了時に最下位）と序盤戦から低迷。第10節松本戦でシーズン初勝利をあげ21位に浮上したものの、第15節、それまで開幕から14試合未勝利だった最下位讃岐にJ2初勝利を献上、第16節終了時には再び最下位に転落した。
第17節湘南戦を前に、監督の安間がクラブ側に「（前半戦残り）5試合で3勝出来なければ、あとは会社の判断」という進退伺を出していたことが判明。その後、湘南戦から第20節までの4試合で1勝3敗と、安間が自らに課した条件を満たしていない中、7月3日、クラブは残りのシーズンも安間が引き続き指揮をとると発表した。
シーズン中に、中島翔哉がFC東京へ復帰。ソ・ヨンドクが蔚山現代FCへ完全移籍、村松知輝がHonda FCへ、西川優大が栃木SCへ期限付き移籍。ヤン・ヘジュンが退団。甲府から井澤惇、京都から宮吉拓実、FC東京から廣永遼太郎、札幌から前貴之を期限付き移籍で獲得。パク・テホンが加入。佐川印刷京都に期限付き移籍していた森泰次郎が復帰した。
チームはその後も低迷。11月1日に最下位が確定、J3自動降格が決定した。この時点で中間目標としてきた「2015年のJ1昇格プレーオフ進出」が達成不可能となったため、強化3か年計画の大幅な見直しを迫られることになった。
また、これまで毎年1億円をクラブに支援してきたYKKがメインスポンサーから撤退するとの報道があった。YKKは「クラブへの協賛金を来シーズン（2015年）から段階的に減額、最終的には数百万円規模にまで縮小する」とコメントした。

シーズン終了後、安間が契約満了に伴い監督を退任。水谷雄一、御厨貴文が現役を引退。キム・ヨングン（ソウルイーランドFC）、パク・テホン（横浜FC）、木村勝太（盛岡）、秋本倫孝（タイ・ホンダFC）、棚橋雄介（VONDS市原FC）、柴田大地（FC鈴鹿ランポーレ）が契約満了に伴い退団。井澤惇、宮吉拓実、廣永遼太郎、前貴之、白崎凌兵、内田健太の期限付き移籍期間が満了。高准翼が福岡、西川優大が期限付き移籍先の栃木SCへ完全移籍した。

### 2015年 - 2024年（J3）

#### 2015年
クラブスローガン ： 邁進〜ONE SPIRIT〜
新監督に横浜FC元監督の岸野靖之が就任。札幌から日高拓磨、大宮から江角浩司、エスペランサSCから古川頌久、福岡からタム・シイアンツン、忠州ヒュンメルFCから李在原を完全移籍で、松本から永井堅梧、北井佑季を期限付き移籍で獲得。吉井直人、山本祥輝、村松知輝が期限付き移籍先から復帰。桃山学院大学から中西倫也、新潟医療福祉大学から中田大貴、国士舘大学から進藤誠司、中京大学から南部健造が加入。また富山の育成組織から初めて馬渡隼暉がトップチームに昇格した。
シーズン開幕直前に、吉川健太がびわこへ期限付き移籍。シーズン中に、古川頌久（エスペランサSCに復帰）、李在原が契約満了に伴い退団。松本から椎名伸志を期限付き移籍で獲得。梅村晴貴がマルヤス、中田大貴がアミティエSC京都へ期限付き移籍。関東学院大学の萱沼優聖を特別指定選手として登録した。
J3降格に伴い、クラブは新たに2019年までの5か年強化計画を策定。短期目標として1年でのJ2復帰、中期目標としてJ1昇格プレーオフ進出を掲げ、施策として、チーム力の基盤強化、選手のメンタルとフィジカルの強化、スタッフ体制の充実強化を挙げた（ユース世代の地元エリート選手の発掘と育成は引き続き進める）。しかし、チームはJ3の中位に低迷、8月に監督の岸野を解任。暫定監督としてGMの澤入重雄が指揮を執ったが、チーム状態は変わらず、第32節に3位以下が確定。1年でのJ2復帰はならなかった（最終順位は5位）。
天皇杯は、2008年（JFL時代）以来の予選からの参加となった上、地区予選を兼ねた富山県サッカー選手権大会決勝で富山新庄クラブに敗戦。チーム創設後初めて天皇杯出場を逃すこととなった。

シーズン終了後、吉川健太、日高拓磨、大西容平、山本祥輝が現役を引退。池端陽介（沖縄SV）、村松知輝（カンボジアンタイガーFC）、南部健造（浦安）、タム・シイアンツン（鳥取）が契約満了に伴い退団。森泰次郎が自分自身の海外挑戦のために契約を更新せず退団。そして前身のYKKサッカー部時代から所属していた朝日大輔が引退を発表。これによりYKK APサッカー部からカターレに入団したプロ選手はいなくなった。

#### 2016年
| 監督 三浦泰年 永井堅梧 三上陽輔 代健司 平出涼 國吉貴博 窪田良 脇本晃成 衛藤裕 進藤誠司 北井佑季 苔口卓也 2016年 J3 第1節 (4-3-3) |

クラブスローガン ： 覚悟
新監督にタイのチエンマイFC元監督で、かつて北九州や東京Vで指揮を執った三浦泰年が就任。強化部長にカターレOBの黒部光昭が就任。徳島から衛藤裕、愛媛から昨年山口に在籍していた代健司、栃木SCから2シーズンぶりの復帰となる西川優大を完全移籍で、徳島から窪田良、岐阜から小見恵吾を期限付き移籍で獲得。中田大貴、梅村晴貴が期限付き移籍先から復帰。北井佑季が期限付き移籍から完全移籍に移行。永井堅梧、椎名伸志の期限付き移籍期間を延長。法政大学から西室隆規、東京学芸大学から脇本晃成、東洋大学から石坂元気、関東学院大学から昨年特別指定選手として出場していた萱沼優聖が加入。田中寛己がマルヤス、吉川拓也が鈴鹿アンリミテッドFCへ期限付き移籍。8月、柏から大島康樹を育成型期限付き移籍で獲得した。
リーグ戦の最終順位は6位。昨年同様予選からの出場となった天皇杯は、富山県サッカー選手権大会の決勝で昨年敗れた富山新庄クラブに勝利し2年ぶりの本大会出場を決めたが、2回戦で鹿島に敗れた。
シーズン終了後、三浦泰年が契約満了に伴い監督を退任。小見恵吾の期限付き移籍期間が満了、大島康樹の育成型期限付き移籍期間が満了。田中寛己（マルヤスに再加入）、内田錬平（アミティエSC京都）、中田大貴（八戸）が契約満了に伴い退団。三上陽輔が長野へ完全移籍した。
大山俊輔、江角浩司、西川優大、吉井直人、吉川拓也が現役を引退した。

#### 2017年
| 監督 浮氣哲郎 永井堅梧 山形辰徳 代健司 平出涼 柳下大樹 脇本晃成 窪田良 佐々木一輝 北井佑季 苔口卓也 椎名伸志 2017年 J3 第15節 (4-4-2) |

クラブスローガン ： 超戦〜心ひとつに〜
新監督にFC刈谷元監督で、昨年まで湘南U-15藤沢の監督を務めていた浮氣哲郎が就任。ヘッドコーチに伊藤健一が就任。松本から柳下大樹、栃木SCから山形辰徳、徳島から佐々木一輝、ADRCイカザからホドリゴ・カベッサを完全移籍で、グレミオ・オザスコ・アウダックスから昨年琉球に在籍していたパブロ、徳島から富山県出身の佐々木陽次、松本からハン・スンヒョンを期限付き移籍で獲得。窪田良、椎名伸志が期限付き移籍から完全移籍に移行。永井堅梧の期限付き移籍期間を延長。ユースから西晃佑がトップチームへ昇格。常葉大学浜松キャンパスから登崎雅貴、明治大学から服部一輝が加入した。
シーズン開幕後、中西倫也がV大分へ期限付き移籍。シーズン中に、熊本から平繁龍一、岡山から近藤徹志を期限付き移籍で獲得。石坂元気が浦安、馬渡隼暉がアミティエSC京都へ期限付き移籍。水戸から佐藤和樹を育成型期限付き移籍で獲得した。
リーグ前半戦は9勝5分2敗の成績で2位につけたが、後半戦に入ると失速、第32節終了時点でJ2昇格の可能性は消滅した。最終順位は13勝8分11敗の8位となった。天皇杯は2回戦で神戸に敗れた。
12月、メインスポンサーの北陸電力が自社の業績悪化などの理由から「カターレへの協賛金の減額を検討する」という報道があった。
シーズン終了後、中西倫也（V大分に再加入）、石坂元気（青森）、北井佑季（相模原）、梅村晴貴（マルヤス）、萱沼優聖（鹿児島）、西室隆規（V大分）、ホドリゴ・カベッサ（南葛SC）が契約満了に伴い退団。平繁龍一、近藤徹志、パブロ、ハン・スンヒョンの期限付き移籍期間が満了。登崎雅貴との選手契約を解除。平出涼が鹿児島、窪田良が甲府へ完全移籍した。
衛藤裕、飯田健巳、木本敬介、山形辰徳、國吉貴博が現役を引退した。なお、木本の引退により前身のアローズ北陸からカターレに加入した選手、及びチーム創設時から在籍する選手はいなくなった。

#### 2018年
クラブスローガン ： 飛躍〜心ひとつに〜
浮氣体制2年目。岐阜から瀧谷亮、マドゥレイラECからルーカス・ダウベルマン、藤枝から遠藤敬佑、アルビレックス新潟シンガポールから稲葉修土、松本から谷奥健四郎、横浜FCから楠元秀真、相模原から新井瑞希、琉球から才藤龍治、北九州から弓崎恭平を完全移籍で、徳島から川上エドオジョン智慧、仙台から差波優人、水戸から今瀬淳也、東京Vから太田岳志を期限付き移籍で、横浜FCから前嶋洋太を育成型期限付き移籍で獲得。佐藤和樹が育成型期限付き移籍から、佐々木陽次が期限付き移籍から完全移籍に移行。永井堅梧の期限付き移籍期間を延長した。
3月、GKの相次ぐ離脱に伴い、GKコーチの平井直人を選手登録した。
リーグ戦は守備が機能せず開幕から低迷。第9節終了時には最下位（2勝7敗）に転落し、目標のJ2昇格が厳しい状況となった。5月9日、成績不振を理由に監督の浮氣との契約を解除。新監督に神戸元監督の安達亮が就任した。
シーズン中に、長崎から吉岡雅和、木村裕、神戸から野田樹、横浜FMから生駒仁を育成型期限付き移籍で、サウスエンド・ユナイテッドFCから松坂暖を完全移籍で獲得。金沢学院大学の大谷駿斗を特別指定選手として登録。西晃佑が富山新庄クラブへ育成型期限付き移籍（9月に復帰）、遠藤敬佑が藤枝へ完全移籍した。
監督交代後はパスをつなぎ攻め切るサッカーを指向。試合を重ねるごとに内容が良化し結果も伴うようになった（10勝5分7敗）。クラブはシーズン途中（第11節）から指揮を執った安達を「若いチームをさらに進化させられる監督」と判断、監督続投を決定した。
年間順位はJ3降格後ワーストとなる11位（12勝5分15敗）に終わった。また、ホーム平均入場者数も過去最少の2,670人を記録した。天皇杯は2回戦で東京Vに敗れた。
シーズン終了後、進藤誠司（三重）、服部一輝（讃岐）、松坂暖（ブレントリー・タウンFC）、楠元秀真（東邦チタニウム）、佐藤和樹（八戸）、弓崎恭平が契約満了に伴い退団。永井堅梧、差波優人、川上エドオジョン智慧の期限付き移籍期間が満了。木村裕、生駒仁、吉岡雅和の育成型期限付き移籍期間が満了。西晃佑との契約を解除。瀧谷亮が青森へ期限付き移籍した。

#### 2019年
| 監督 安達亮 榎本哲也 柳下大樹 代健司 今瀬淳也 前嶋洋太 碓井鉄平 花井聖 大谷駿斗 白石智之 平松宗 佐々木陽次 2019年 J3 第24節 (4-4-2) |

クラブスローガン ： 奪取 Dash ! 〜心ひとつに〜
安達体制2年目。ヘッドコーチに山根巌が就任。群馬から富山県出身の高橋駿太、盛岡から白石智之、浦和から榎本哲也、北九州から花井聖を完全移籍で獲得。長崎から碓井鉄平、秋田から田中智大を期限付き移籍で、千葉から杉山弾斗を育成型期限付き移籍で獲得。今瀬淳也、太田岳志が期限付き移籍から完全移籍に移行。前嶋洋太、野田樹の育成型期限付き移籍期間を延長。馬渡隼暉が期限付き移籍先から復帰。金沢学院大学から昨年特別指定選手として出場していた大谷駿斗、東海学園大学から戸根一誓、大阪学院大学から齋藤和希が加入。シーズン中に、昨シーズンまで新潟に在籍していた伊藤優汰が加入。横浜FCから安永玲央を育成型期限付き移籍で、新潟から平松宗を期限付き移籍で獲得。新井瑞希が東京Vへ期限付き移籍した。
攻撃サッカーを掲げた2019シーズンであったが、得点数が伸びず、第16節終了時には10位まで後退。その後、第20節から5連勝を含む10戦負けなしで2位との勝点差5の5位まで追い上げたものの、第30-31節と連敗し、第32節に3位以下が確定。2試合を残してJ2昇格の可能性は消滅した。
リーグ戦の最終順位は16勝10分8敗の4位。天皇杯は3回戦で仙台に敗れた。
シーズン終了後、谷奥健四郎（秋田）、才藤龍治（相模原）、代健司（T宮崎）、太田岳志（京都）、伊藤優汰（アヴェントゥーラ川口）が契約満了に伴い退団。田中智大の期限付き移籍期間が満了。前嶋洋太、杉山弾斗、安永玲央、野田樹の育成型期限付き移籍期間が満了。脇本晃成が岩手、白石智之が群馬、新井瑞希が期限付き移籍先の東京Vへ完全移籍した。
苔口卓也、瀧谷亮、榎本哲也が現役を引退した。

#### 2020年
| 監督 安達亮 齋藤和希 戸根一誓 林堂眞 馬渡隼暉 椎名伸志 花井聖 末木裕也 柳下大樹 佐々木陽次 武颯 大野耀平 2020年 J3 第31節 (3-4-2-1) |

クラブスローガン ： 頂点 〜心ひとつに〜
安達体制3年目。長野から8シーズンぶりの復帰となる松原優吉、愛媛から林堂眞、町田から戸高弘貴、福島から武颯を完全移籍で獲得。京都から大野耀平、甲府から岡大生、川崎から宮城天を期限付き移籍で、浦和から池髙暢希を育成型期限付き移籍で獲得。碓井鉄平、平松宗が期限付き移籍から完全移籍に移行。法政大学から末木裕也、松澤彰、びわこ成蹊スポーツ大学から田中勘太が加入。2月、昨シーズンまで甲府に在籍していた田中佑昌が加入した。
クラブは「10年後のありたい姿、3年後（2022年）の目標、2022年の目標達成に向けた主要施策」を取りまとめた中期経営計画 を発表した。
4月、新潟医療福祉大学の松本雄真を特別指定選手として登録。7月、カターレ富山U-18所属の5名をＪリーグ公式戦出場可能なユース選手（2種）として登録。8月、横浜FCから川﨑裕大を期限付き移籍で、清水から滝裕太を育成型期限付き移籍で獲得した。
2020シーズンは新型コロナウイルス感染拡大の影響で開幕が遅れ過密日程となった。チームはその事態を受け、選手の疲労を考慮し、試合ごとに大幅に選手を入れ替えながらリーグ戦に臨んだが、結果的にチーム戦術の完成度の低さ、組織力の低下を招き、成績は低迷、昇格争いに絡むことなく15勝5分14敗の9位でシーズンを終えた。
シーズン終了後、安達亮が契約満了に伴い監督を退任。黒部光昭が強化部長を退任。松原優吉（マルヤス）、ルーカス・ダウベルマン（高知U）が契約満了に伴い退団。岡大生、川﨑裕大、宮城天の期限付き移籍期間が満了。滝裕太、池髙暢希の育成型期限付き移籍期間が満了。大谷駿斗が金沢、稲葉修土、武颯が秋田、平松宗が相模原へ完全移籍した。

#### 2021年
| 監督 石﨑信弘 西部洋平 戸根一誓 林堂眞 柳下大樹 末木裕也 安藤由翔 音泉翔眞 椎名伸志 姫野宥弥 マテウス 吉平翼 2021年 J3 第25節 (3-5-2) |

クラブスローガン ： 熱誠 〜心ひとつに〜
新監督に藤枝元監督の石﨑信弘が就任。栃木SCから富山県出身の大﨑淳矢、YS横浜から音泉翔眞、熊本から鈴木翔登、藤枝から吉平翼、安藤由翔、京都から黒木聖仁、清水から西部洋平、大分から昨年藤枝に在籍していた姫野宥弥を完全移籍で獲得。札幌から濱大耀を期限付き移籍で獲得。大野耀平が期限付き移籍から完全移籍に移行。国士舘大学から松岡大智が加入。2月、松本雄真を特別指定選手として登録した。
4月、新社長に清水前社長の左伴繁雄が就任した。
シーズン中に、3月までFKクケシに在籍していたマテウス・レイリアが加入。甲府から中山陸を育成型期限付き移籍で、長崎から鹿山拓真を期限付き移籍で獲得した。
リーグ戦は攻守にハードワークするサッカーが機能し、前半戦を首位（7勝5分2敗）で折り返した ものの、シーズン終盤に失速（第24節から3連敗）、第29節でJ2復帰の可能性は消滅した。
年間順位は15チーム中4位（13勝7分8敗）。天皇杯は2回戦で浦和に敗れた。
シーズン終了後、田中佑昌が現役を引退。黒木聖仁（枚方）、松澤彰（武蔵野U）、戸高弘貴（沖縄SV）、鈴木翔登（福島）、佐々木一輝（富山新庄クラブ）、大﨑淳矢（C新宿）、花井聖（マルヤス）、田中勘太（いわき）、馬渡隼暉（福山シティFC）が契約満了に伴い退団。中山陸の育成型期限付き移籍期間が満了。音泉翔眞が水戸、戸根一誓が岩手へ完全移籍した。

#### 2022年
クラブスローガン ： Back To J2! / RISING TOYAMA
石﨑体制2年目。岐阜から川西翔太、F.C.大阪から大山武蔵、福島から鎌田翔雅、大宮から髙山和真、宮崎から大畑隆也、ヴェイレBKからルイス・エンリケを完全移籍で獲得。山口から山田元気、FC東京からアルトゥール・シルバを期限付き移籍で、湘南から柴田壮介を育成型期限付き移籍で獲得。鹿山拓真が期限付き移籍から完全移籍に移行。濱大耀の期限付き移籍期間を延長。 新潟医療福祉大学から一昨年特別指定選手として出場していた松本雄真、履正社高校から平尾駿輝、京都共栄学園高校からガブリエル・エンリケ、法政大学から安光将作、東洋大学から神山京右、中央大学から堀脩大が加入。8月、上海海港足球倶楽部からチェン・ビンビンを期限付き移籍で獲得した。
クラブは、2022シーズンの会社ビジョンや事業方針をまとめた「カターレ富山VISION2022」を発表した。
リーグ戦は、クラブ記録となる6連勝を達成するなどしたものの、J2昇格圏に勝ち点差「8」となった第25節終了時点で、監督の石﨑が成績不振 を理由に退任。J2復帰に向けクラブは後任監督にヘッドコーチの小田切道治を選定した が状況は好転せず、第33節に3位以下が確定した。最終順位は19勝3分12敗の6位。天皇杯は2回戦で神戸に敗れた。
シーズン終了後、西部洋平、鹿山拓真、鎌田翔雅が現役を引退。姫野宥弥（八戸）、ルイス・エンリケ、髙山和真（ホウガン・ユナイテッドFC）が契約満了に伴い退団。濱大耀、山田元気、チェン・ビンビンの期限付き移籍期間が満了。松本雄真が今治へ完全移籍。堀脩大が武蔵野Uへ期限付き移籍した。

#### 2023年
| 監督 小田切道治 田川知樹 大山武蔵 大畑隆也 今瀬淳也 安光将作 アルトゥール 末木裕也 松岡大智 伊藤拓巳 マテウス 高橋駿太 2023年 J3 第37節 (4-4-2) |

クラブスローガン ： Back To J2! / NO KATALLER NO LIFE
小田切体制2年目。コーチにカターレOBの長山一也が就任。八戸から下堂竜聖、アルビレックス新潟シンガポールから大森大地、岩手から脇本晃成、相模原から柴崎貴広、長野から坪川潤之を完全移籍で獲得。横浜FMから田川知樹を育成型期限付き移籍で獲得。アルトゥール・シルバの期限付き移籍期間を延長。柴田壮介の育成型期限付き移籍機関を延長。桐蔭横浜大学から鍋田純志、東海学園大学から伊藤拓巳が加入した。
シーズン中に、法政大学の髙橋馨希、中京大学の碓井聖生（上市町出身）を特別指定選手として登録。川西翔太が讃岐へ期限付き移籍。大森大地との選手契約を解除。岡山から野口竜彦を期限付き移籍で獲得した。
リーグ前半戦は11勝3分5敗の成績でJ2昇格圏内の2位につけたが、後半戦は第23節から4連敗するなど新しく取り入れた攻撃スタイル（パスサッカー）が結果に結びつかず 8勝2分9敗と負け越し、年間順位は3位に終わった 。天皇杯は3回戦で新潟に敗れた。
シーズン終了後、高橋駿太、柴崎貴広が現役を引退。柳下大樹（八戸）、大野耀平（讃岐）、林堂眞（香港流浪足球会）、堀脩大（EDO ALL UNITED）が契約満了に伴い退団。アルトゥール・シルバ、野口竜彦の期限付き移籍期間が満了。柴田壮介の育成型期限付き移籍期間が満了。安藤由翔が八戸、碓井鉄平が長野、川西翔太が期限付き移籍先の讃岐、大畑隆也が群馬へ完全移籍した。

#### 2024年
| 監督 小田切道治 田川知樹 西矢慎平 脇本晃成 神山京右 安光将作 瀬良俊太 末木裕也 松岡大智 布施谷翔 碓井聖生 マテウス 2024年 J2昇格PO決勝 (4-4-2) |

クラブスローガン ： NO KATALLER NO LIFE / 覚悟
小田切体制3年目。ヘッドコーチに長山一也が就任。秋田から井上直輝、岡山から河井陽介、群馬から川上優樹、沼津から大迫暁を完全移籍で獲得。甲府から松本孝平を期限付き移籍で獲得。町田から布施谷翔を育成型期限付き移籍で獲得。田川知樹の育成型期限付き移籍期間を延長。法政大学から髙橋馨希、中京大学から碓井聖生、京都産業大学から西矢慎平、筑波大学から瀬良俊太が加入した。
シーズン中に、法政大学の溝口駿を特別指定選手として登録。下堂竜聖が山口へ完全移籍。FC東京から荒井悠汰を育成型期限付き移籍で、東京Vから古川真人を期限付き移籍で獲得した。
初参加となったYBCルヴァンカップは、上位カテゴリーの山形、清水、神戸に勝利しJ3クラブ唯一の1stラウンド突破を果たしたものの、プレーオフラウンドで札幌に敗れ（A1-1、H1-2）、プライムラウンド進出はならなかった。天皇杯は2回戦で神戸に敗れた。
リーグ戦はホームゲームで11勝7分1敗と強さを発揮、また若手選手の成長もあり、第37節に今シーズンから導入されたJ2昇格プレーオフ進出および年間順位3位を確定させた。POは準決勝でFC大阪（1-1）、決勝で松本（2-2）とともにホームで引き分け、規定 により優勝。2014年以来11年ぶりとなるJ2復帰を果たした。
シーズン終了後、脇本晃成（いわみ）、マテウス・レイリア（甲府）、大迫暁（刈谷）、坪川潤之（SHIBUYA）、齋藤和希（東邦チタニウム）が契約満了に伴い退団。松本孝平の期限付き移籍期間が満了。荒井悠汰の育成型期限付き移籍期間が満了。安光将作が大宮へ完全移籍した。

### 2025年 - （J2）

#### 2025年
クラブスローガン ： 不屈 / NO KATALLER NO LIFE
小田切体制4年目。ヘッドコーチに倉貫一毅が就任。沼津から濱託巳、横浜FMから植田啓太、愛媛から松田力、FC大阪から武颯、群馬から酒井崇一を完全移籍で獲得。湘南から吉田新、岩手から大久保択生、鳥栖からコ・ボンジョを期限付き移籍で獲得。神戸から浦十藏を育成型期限付き移籍で獲得。古川真人の期限付き移籍期間を延長。布施谷翔、田川知樹の育成型期限付き移籍期間を延長。法政大学から竹内豊、溝口駿、中京大学から深澤壯太、関西福祉大学から竹中元汰、流通経済大柏高校から亀田歩夢が加入した。
リーグ戦は開幕から3勝1敗と好スタートを切ったものの、それ以降は12戦未勝利と低迷。第16節終了時点で3勝6分7敗の暫定17位となり、5月27日に監督の小田切が退任。後任監督に横浜FMのアシスタントコーチを務めていた安達亮が就任した。
YBCルヴァンカップは1回戦で千葉、2回戦で名古屋に勝利したものの、3回戦で福岡に敗れた。天皇杯は3回戦で町田に敗れた。
シーズン中に碓井聖生が福岡へ完全移籍。酒井崇一が長野、鍋田 純志が滋賀、ガブリエル エンリケが八戸、武颯が宮崎へ期限付き移籍。仙台から實藤友紀、大分から香川勇気、横浜FCから小川慶治朗を完全移籍で獲得した。福岡から前田一翔を期限付き移籍で獲得した。

## タイトル・表彰

### クラブ
カップ戦
- 富山県サッカー選手権大会（兼天皇杯富山県予選）：8回
  - 2008年、2016年、2017年、2018年、2019年、2021年、2022年、2023年、2024年

その他
- J3フェアプレー賞
  - 2019年、2020年、2021年、2022年

### 個人
J2リーグ
- 月間ベストセーブ賞
  - 2025年2・3月 : 田川知樹

J3リーグ
- ベストイレブン
  - 2022年 : 林堂眞
- 優秀選手賞
  - 2024年 : 田川知樹、安光将作
- 月間MVP
  - 2023年6月 : 佐々木陽次
  - 2023年11・12月 : マテウス・レイリア
- 月間ベストゴール
  - 2021年5月 : 花井聖
  - 2022年6月 : 大野耀平
  - 2023年9月 : 椎名伸志
- 月間優秀監督賞
  - 2019年9月 : 安達亮
  - 2020年11月 : 安達亮
  - 2022年6月 : 石﨑信弘

日本フットボールリーグ
- ベストイレブン
  - 2008年 : 濵野勇気、朝日大輔

## スタジアム

### ホームゲーム
- 富山県総合運動公園陸上競技場（富山市・18,588人収容[2][注 7]、北緯36度37分30秒 東経137度11分44.5秒）

クラブのホームスタジアムであり、J2での全ホームゲームを開催している。
- 魚津桃山運動公園陸上競技場（魚津市・6,420人収容、北緯36度47分49.2秒 東経137度25分52.5秒）[60]
- 富山県五福公園陸上競技場（富山市・20,000人収容、北緯36度41分48.2秒 東経137度11分17.9秒）
- 長野Uスタジアム（長野県長野市・15,515人収容）[注 8]

### 年度別入場者数
- 富山：富山県総合運動公園陸上競技場、五福：富山県五福公園陸上競技場、魚津桃山：魚津桃山運動公園陸上競技場、長野U：長野Uスタジアム
- スタジアム欄の太字はホームスタジアムに登録されている競技場。
- 太字は歴代最多および最少。
- 試合数および観客入場者数データはリーグ戦のみ（関連：日本プロサッカーリーグ#試合入場者数）。

| 年度 | 所属 | 合計 入場者数 |          | 最多入場者数 | 最多入場者数 | 最多入場者数 | 最多入場者数 |    | 最少入場者数 | 最少入場者数 | 最少入場者数 | 最少入場者数 |                   | 平均 入場者数 | 試合数 | ホームゲーム 開催スタジアム | 備考 |
| 年度 | 所属 | 合計 入場者数 | 入場者数 | 節           | 相手         | 会場         | 入場者数     | 節 | 相手         | 会場         |              |              |                   | 平均 入場者数 | 試合数 | ホームゲーム 開催スタジアム | 備考 |
| ---- | ---- | ------------- | -------- | ------------ | ------------ | ------------ | ------------ | -- | ------------ | ------------ | ------------ | ------------ | ----------------- | ------------- | ------ | --------------------------- | ---- |
| 2008 | JFL  | 73,205        |          | 10,704       | 前1          | 北九州       | 富山         |    | 2,008        | 前11         | 流経大       | 五福         |                   | 4,306         | 17     | 富山14、五福2、魚津桃山1    |      |
| 2009 | J2   | 93,507        | 5,520    | 43           | 仙台         | 1,862        | 富山         | 8  | 水戸         | 富山         | 3,740        | 25           | 富山25            |               |        |                             |      |
| 2010 | J2   | 80,327        | 10,726   | 3            | 大分         | 2,542        | 富山         | 6  | 北九州       | 富山         | 4,463        | 18           | 富山18            |               |        |                             |      |
| 2011 | J2   | 62,233        | 8,663    | 26           | FC東京       | 1,716        | 富山         | 2  | 徳島         | 富山         | 3,275        | 19           | 富山19            |               |        |                             |      |
| 2012 | J2   | 69,807        | 6,549    | 28           | 松本         | 1,692        | 富山         | 5  | 北九州       | 富山         | 3,324        | 21           | 富山21            |               |        |                             |      |
| 2013 | J2   | 93,960        | 13,639   | 10           | G大阪        | 2,315        | 富山         | 7  | 栃木         | 富山         | 4,474        | 21           | 富山21            |               |        |                             |      |
| 2014 | J2   | 89,596        | 8,018    | 14           | 磐田         | 2,622        | 富山         | 20 | 長崎         | 富山         | 4,266        | 21           | 富山21            |               |        |                             |      |
| 2015 | J3   | 56,392        | 4,542    | 1            | 秋田         | 1,870        | 富山         | 29 | 福島         | 魚津桃山     | 2,820        | 20           | 富山17、魚津桃山3 |               |        |                             |      |
| 2016 | J3   | 54,113        | 5,081    | 25           | F東23        | 2,691        | 富山         | 28 | 琉球         | 富山         | 3,608        | 15           | 富山15            |               |        |                             |      |
| 2017 | J3   | 50,536        | 6,383    | 19           | F東23        | 1,917        | 富山         | 28 | 盛岡         | 富山         | 3,159        | 16           | 富山16            |               |        |                             |      |
| 2018 | J3   | 42,718        | 4,124    | 34           | 琉球         | 1,602        | 富山         | 3  | C大23        | 富山         | 2,670        | 16           | 富山16            |               |        |                             |      |
| 2019 | J3   | 46,535        | 5,254    | 30           | 長野         | 1,136        | 富山         | 33 | F東23        | 長野U        | 2,737        | 17           | 富山16、長野U1    |               |        |                             |      |
| 2020 | J3   | 20,681        | 2,592    | 22           | 岩手         | 0            | 富山         | 1  | 長野         | 富山         | 1,217        | 17           | 富山17            | [ 注 9 ]      |        |                             |      |
| 2021 | J3   | 38,920        | 4,131    | 28           | 宮崎         | 1,332        | 富山         | 4  | 福島         | 富山         | 2,780        | 14           | 富山14            |               |        |                             |      |
| 2022 | J3   | 48,826        | 5,815    | 32           | 松本         | 1,291        | 富山         | 7  | 鳥取         | 富山         | 2,872        | 17           | 富山17            |               |        |                             |      |
| 2023 | J3   | 65,443        | 6,453    | 38           | YS横浜       | 1,619        | 富山         | 4  | 長野         | 富山         | 3,444        | 19           | 富山19            |               |        |                             |      |
| 2024 | J3   | 77,742        | 9,700    | 31           | 今治         | 2,034        | 富山         | 16 | 岩手         | 富山         | 4,092        | 19           | 富山19            |               |        |                             |      |

## 練習場
- 北陸電力総合運動公園[61]（北緯36度45分12.7秒 東経137度12分48.8秒）

メインスポンサーの1つである北陸電力が所有する運動施設（北陸電力富山火力発電所に隣接）内にある。ピッチ2面分以上の広さがあり、オールシーズングリーンの天然芝と夜間照明を備えている。また近隣にクラブハウス機能を備えた選手寮がある。これらは前身のアローズ北陸が使用していたものである。
- アイザックスポーツドーム（富山市屋内競技場）[61][62]（北緯36度35分41.6秒 東経137度13分8.9秒）
- 富山県総合運動公園屋内グラウンド（北緯36度37分38秒 東経137度11分50.1秒）
- 富山県空港スポーツ緑地陸上競技場（北緯36度38分48.6秒 東経137度11分22.8秒）
- 永森記念グラウンド[63]（北緯36度45分7.9秒 東経137度12分48.8秒）

## ユニフォーム

### チームカラー
- 青[1]

### ユニフォームスポンサー
トップチーム
| 掲出箇所   | スポンサー名         | 表記                   | 掲出年                   | 備考                                                  |
| ---------- | -------------------- | ---------------------- | ------------------------ | ----------------------------------------------------- |
| 胸         | YKK                  | YKK ap                 | 2008年 - 2017年 2023年 - | 2018年 - 2022年は鎖骨右側                             |
| 鎖骨       | 北陸銀行             | 北陸銀行               | 2025年 -                 | 左側に表記                                            |
| 鎖骨       | 正栄産業             | SHOEI group            | 2023年 2025年 -          | 右側に表記 2024年は鎖骨左側                           |
| 背中上部   | 北陸電力             | 北陸電力               | 2008年 - 2017年 2024年 - | 2018年 - 2023年は鎖骨左側                             |
| 背中下部   | 北陸建工グループ     | KENKO GROUP            | 2025年 -                 | 2023年はパンツ前面 2024年は鎖骨右側                   |
| 袖         | アイザック           | izak                   | 2016年 -                 | 2015年はパンツ                                        |
| パンツ前面 | 北日本新聞社         | 北日本新聞             | 2020年 -                 | 2008年、2010年 - 2015年は袖 2016年 - 2019年は背中下部 |
| パンツ背面 | トヨタモビリティ富山 | Toyota Mobility Toyama | 2025年 -                 |                                                       |

アカデミー
- YKK、北陸銀行

スクール
- 富山県民共済、西能病院、新湊モータース、iソフト

### トレーニングウェアスポンサー
- 北陸電力送配電、YKK、北日本新聞社、IAC、ナイン自動車、ゴールドウイン

### ユニフォームサプライヤーの遍歴
- 2008年 - 現在：ゴールドウイン

### 歴代ユニフォーム
| FP 1st      | FP 1st | FP 1st | FP 1st | FP 1st |
| ----------- | ------ | ------ | ------ | ------ |
| 2008 - 2010 | 2011   | 2012   | 2013   | 2014   |
| 2015        | 2016   | 2017   | 2018   | 2019   |
| 2020        | 2021   | 2022   | 2023   | 2024   |
| 2025 -      |        |        |        |        |
|             |        |        |        |        |

| FP 2nd      | FP 2nd | FP 2nd | FP 2nd | FP 2nd |
| ----------- | ------ | ------ | ------ | ------ |
| 2008 - 2010 | 2011   | 2012   | 2013   | 2014   |
| 2015        | 2016   | 2017   | 2018   | 2019   |
| 2020        | 2021   | 2022   | 2023   | 2024   |
| 2025 -      |        |        |        |        |
|             |        |        |        |        |

### 歴代ユニフォームスポンサー表記
| 年度 | 箇所                                           | 箇所                                                                                   | 箇所                                                | 箇所                                                  | 箇所        | 箇所       | 箇所       | 箇所                                                       | サプライヤー |
| 年度 | 胸                                             | 鎖骨左                                                                                 | 鎖骨右                                              | 背中上部                                              | 背中下部    | 袖         | パンツ前面 | パンツ背面                                                 | サプライヤー |
| 2008 | YKK ap                                         | 解禁前                                                                                 | 解禁前                                              | 北陸電力                                              | 解禁前      | 北日本新聞 | 日医工     | 解禁前                                                     | Goldwin      |
| 2009 | YKK ap                                         | 解禁前                                                                                 | 解禁前                                              | 北陸電力                                              | 解禁前      | - / 日医工 | 日医工     | 解禁前                                                     | Goldwin      |
| 2010 | YKK ap                                         | 解禁前                                                                                 | 解禁前                                              | 北陸電力                                              | 解禁前      | 北日本新聞 | 日医工     | 解禁前                                                     | Goldwin      |
| 2011 | YKK ap                                         | 解禁前                                                                                 | 解禁前                                              | 北陸電力                                              | 解禁前      | 北日本新聞 | 日医工     | 解禁前                                                     | Goldwin      |
| 2012 | YKK ap                                         | 解禁前                                                                                 | 解禁前                                              | 北陸電力                                              | 解禁前      | 北日本新聞 | -          | 解禁前                                                     | Goldwin      |
| 2013 | YKK ap                                         | 解禁前                                                                                 | 解禁前                                              | 北陸電力                                              | 解禁前      | 北日本新聞 | ベルコ     | 解禁前                                                     | Goldwin      |
| 2014 | YKK ap                                         | 解禁前                                                                                 | 解禁前                                              | 北陸電力                                              | 解禁前      | 北日本新聞 | ベルコ     | 解禁前                                                     | Goldwin      |
| 2015 | YKK ap                                         | 解禁前                                                                                 | 解禁前                                              | 北陸電力                                              | 解禁前      | 北日本新聞 | izak       | 解禁前                                                     | Goldwin      |
| 2016 | YKK ap                                         | 解禁前                                                                                 | 解禁前                                              | 北陸電力                                              | 北日本新聞  | izak       | -          | 解禁前                                                     | Goldwin      |
| 2017 | YKK ap                                         | 解禁前                                                                                 | 解禁前                                              | 北陸電力                                              | 北日本新聞  | izak       | -          | 解禁前                                                     | Goldwin      |
| 2018 | -                                              | 北陸電力                                                                               | YKK ap                                              | -                                                     | 北日本新聞  | izak       | -          | 解禁前                                                     | Goldwin      |
| 2019 | -                                              | 北陸電力                                                                               | YKK ap                                              | イセ食品                                              | 北日本新聞  | izak       | -          | 解禁前                                                     | Goldwin      |
| 2020 | - / 黒部からのおくりもの natural mineral water | 北陸電力                                                                               | YKK ap                                              | イセ食品                                              | 北陸電工    | izak       | 北日本新聞 | -                                                          | Goldwin      |
| 2021 | 黒部からのおくりもの natural mineral water     | 北陸電力                                                                               | YKK ap                                              | イセ食品                                              | 北陸電工    | izak       | 北日本新聞 | - / arrows                                                 | Goldwin      |
| 2022 | - （通常） GOLDWin （Summer Limited）          | 北陸電力                                                                               | YKK ap                                              | ONE TOYAMA                                            | 北陸電工    | izak       | 北日本新聞 | - （通常） ナイン自動車 （Summer Limited）                 | Goldwin      |
| 2023 | YKK ap                                         | 北陸電力                                                                               | - / SHOEI group （通常） isoft （15th Anniversary） | ONE TOYAMA （通常） ナイン自動車 （15th Anniversary） | 北陸電工    | izak       | 北日本新聞 | - / KENKO GROUP （通常） ONE TOYAMA （15th Anniversary）   | Goldwin      |
| 2024 | YKK ap                                         | SHOEI group （通常） Coca-Cola Hokuriku Coca-Cola Bottling Co.,Ltd. （SUMMER LIMITED） | KENKO GROUP （通常） ONE TOYAMA （SUMMER LIMITED）  | 北陸電力                                              | 北陸電工    | izak       | 北日本新聞 | 税理士法人 奏共同会計事務所 KANADE KYODO ACC0UNTING OFFICE | Goldwin      |
| 2025 | YKK ap                                         | 北陸銀行                                                                               | SHOEI group                                         | 北陸電力                                              | KENKO GROUP | izak       | 北日本新聞 | Toyota Mobility Toyama                                     | Goldwin      |

## アカデミー
U-12（ジュニア）、U-15（ジュニアユース）、U-18（ユース）のチームで構成され、トップチームまたは世界で通用する選手育成を目指している。2009年に中学生年代のU-15、2012年に高校生年代のU-18、2020年に小学生年代のU-12が設立された。

## スクール
レギュラースクール、特設スクールを開催している。会場は草島、新保、カラフル、高岡、砺波、黒部、富山福祉短期大学、射水、入善の県内9ヶ所である。

## マスコット
- ライカくん

2008年に誕生。富山県の県鳥「ライチョウ」と、県獣「ニホンカモシカ」を融合させた容姿をしている。名前は、ライチョウの「ライ」、カモシカとカターレの「カ」を組み合わせたもので、「ストライカー（点取り屋）」という言葉にも通じている。

## ダンスチーム
- Leap-Blue（リープ・ブルー）

2012年に結成された、カターレ富山専属ダンスチームで、チーム名は「飛躍」の英語名Leapと、チームカラーの「青色」Blueを合わせたもの。

## スタジアムDJ
- 佐藤ドミンゴ　2008年 - 2010年
- 宮越文美代　2011年  (前身のアローズ北陸時代にも担当)
- 土田由香里　2012年 - 2023年
- 久世サトシ　2012年 -

## メディア
テレビ
- ケーブルテレビ富山他 - 「週刊 激スポ！」（不定期、放送局によって放送日時が異なる）
- チューリップテレビ - 「KICK OFF！TOYAMA」（2022年10月2日 - 、毎週日曜日 6:30〜6:45）

ラジオ
- 北日本放送 - 「スポーツJUMP」（「でるラジ」内、2021年4月20日 - 、ホームゲーム開催週の火曜日 15:45〜）[65]
- 富山シティエフエム - 「ウィズ・スポーツ」（「with Radio」内、月〜木曜日 9:35〜9:50頃）

雑誌
- 月刊タウン情報とやま（TJとやま） - 「スポーツコーナー」（2018年3月号で休刊）
- Favo富山版 - 「月刊カターレ」

終了した番組（テレビ）
- 北日本放送 - 「いっちゃんカターレ!」 (2009年4月 - 2009年12月、毎週木曜日 21:54〜22:00)
- チューリップテレビ - 「@スポ天 SOCCER PASSION」 (2009年4月 - 2011年4月、毎週月曜日 19:50〜)
- 富山テレビ放送 - 「マンスリーカターレ」（2009年4月 - 2014年、毎月最終土曜日 11:15〜11:30）